# 1968年グルノーブルオリンピックのスウェーデン選手団
1968年グルノーブルオリンピックのスウェーデン選手団（1968ねんグルノーブルオリンピックのスウェーデンせんしゅだん）は、1968年2月6日から2月18日まで、フランスのグルノーブルで開催された1968年グルノーブルオリンピックのスウェーデン選手団、およびその競技結果。

## 概要
今大会では、金メダル3個、銀メダル2個、銅メダル3個の合計8個のメダルを獲得した。
クロスカントリースキーでは、トイニ・グスタフソンが女子5kmと女子10kmで金メダルを獲得し2冠を達成した。

## メダル
| メダル | 選手名                                                                                                  | 競技                   | 種目              |
| ------ | --- | ---------------------- | ----------------- |
| 金     | トイニ・グスタフソン                                                                                    | クロスカントリースキー | 女子5km           |
| 金     | トイニ・グスタフソン                                                                                    | クロスカントリースキー | 女子10km          |
| 金     | ヨニー・ヘーグリン                                                                                      | スピードスケート       | 男子10000m        |
| 銀     | ヤン・ハルヴァーション ビジョーネ・アンデション グンナル・ラーション アーサー・レーンルンド             | クロスカントリースキー | 男子4×10kmリレー  |
| 銀     | ブリット・ストランベリ トイニ・グスタフソン バルブロ・マルティンソン                                    | クロスカントリースキー | 女子3×5kmリレー   |
| 銅     | ラーシュ＝ギョーラン・アーヴィドソン トーレ・エリクソン オーレ・ピエトルーソン ホルムフィルド・オルソン | バイアスロン           | 男子4×7.5kmリレー |
| 銅     | グンナル・ラーション                                                                                    | クロスカントリースキー | 男子15km          |
| 銅     | エーリャン・サンドラー                                                                                  | スピードスケート       | 男子10000m        |